# Úszás a 2012. évi nyári olimpiai játékokon
A 2012. évi nyári olimpiai játékokon az úszásban 34 versenyszámban avattak olimpiai bajnokot. Ezek közül harminckét versenyt uszodában bonyolítottak le, a hosszútávúszást pedig nyílt vízen. A versenyeket július 28. és augusztus 10. között rendezték.

## Magyar résztvevők
| Név               | Versenyszám                                                                                                   | Szint | Kvótaszerzés dátuma                                                 | Kvótaszerzés helye                        |
| Balog Gábor       | férfi 200 m hát férfi 4x100 m gyorsváltó                                                                      | A –   |                                                                     |                                           |
| Bernek Péter      | férfi 200 m hát férfi 4x100 m gyorsváltó férfi 4x200 m gyorsváltó                                             | A –   | 2011. június 11. –                                                  | Monaco –                                  |
| Biczó Bence       | férfi 200 m pillangó                                                                                          | A     | 2011. június 4.                                                     | Barcelona                                 |
| Bohus Richárd     | férfi 100 m hát                                                                                               | A     | 2012. május 21.                                                     | Debrecen                                  |
| Cseh László       | férfi 200 m vegyes férfi 400 m vegyes férfi 200 m pillangó férfi 4x200 m gyorsváltó férfi 4x100 m vegyesváltó | A –   | 2011. június 4. 2011. június 5. 2011. június 23. 2011. június 11. – | Barcelona Monaco –                        |
| Dara Eszter       | női 50 m gyors női 4x100 m gyorsváltó női 4x100 m vegyesváltó                                                 | B –   |                                                                     |                                           |
| Gyurta Dániel     | férfi 100 m mell férfi 200 m mell férfi 4x100 m vegyesváltó                                                   | A –   | 2011. június 25.                                                    | Debrecen –                                |
| Gyurta Gergely    | férfi 1500 m gyors                                                                                            | A     |                                                                     |                                           |
| Hosszú Katinka    | női 200 m vegyes női 400 m vegyes női 200 m pillangó                                                          | A     | 2011. május 27. 2012. március 30. 2012. március 31.                 | Irvine Indianapolis                       |
| Jakabos Zsuzsanna | női 200 m pillangó női 400 m vegyes női 4x100 m vegyesváltó                                                   | A –   | 2011. március 31. 2011. június 22. –                                | Madrid Debrecen –                         |
| Kapás Boglárka    | női 400 m gyors női 800 m gyors                                                                               | A     | 2011. június 5. 2011. június 4.                                     | Barcelona                                 |
| Kis Gergő         | férfi 400 m gyors férfi 1500 m gyors férfi 4x100 m gyorsváltó férfi 4x200 m gyorsváltó                        | A –   | 2011. június 4. 2011. június 5. –                                   | Barcelona –                               |
| Kozma Dominik     | férfi 200 m gyors férfi 4x200 m gyorsváltó férfi 4x100 m vegyesváltó                                          | A –   |                                                                     |                                           |
| Molnár Ákos       | férfi 200 m mell                                                                                              | A     | 2012. április 1.                                                    | Debrecen                                  |
| Mutina Ágnes      | női 200 m gyors női 4x100 m gyorsváltó                                                                        | A –   | 2011. április 1. –                                                  | Madrid –                                  |
| Povázsay Eszter   | női 100 m hát                                                                                                 | B     |                                                                     |                                           |
| Pulai Bence       | férfi 100 m hát férfi 4x100 m vegyesváltó                                                                     | B –   |                                                                     |                                           |
| Risztov Éva       | női 400 m gyors női 800 m gyors női 10 km-es nyílt vízi női 4x100 m gyorsváltó                                | A –   | 2011. június 24. 2011. május 27. 2011. június 9. –                  | Debrecen Pozsony Setubal –                |
| Szilágyi Liliána  | női 100 m pillangó                                                                                            | B     |                                                                     |                                           |
| Sztankovics Anna  | női 100 m mell női 200 m mell női 4x100 m vegyesváltó                                                         | B –   | 2011. július 7. –                                                   | Ifjúsági úszó-Európa-bajnokság, Belgrád – |
| Takács Krisztián  | férfi 50 m gyors férfi 4x100 m gyorsváltó                                                                     | A –   | 2011. július 29. –                                                  | Sanghaj –                                 |
| Verrasztó Dávid   | férfi 200 m vegyes férfi 400 m vegyes                                                                         | A     | 2011. június 5.                                                     | Barcelona                                 |
| Verrasztó Evelyn  | női 200 m vegyes női 4x100 m gyorsváltó női 4x100 m vegyesváltó                                               | A –   | 2011. június 25. –                                                  | Debrecen –                                |

Minden egyéni versenyszámban van legalább egy A- vagy B-szintet teljesített magyar úszó.

## Eseménynaptár
| S | Előfutamok | E | Elődöntők | D | Döntő |

| júl./aug.        | 28 | 28 | 29 | 29 | 30 | 30 | 31 | 31 | 1 | 1 | 2 | 2 | 3 | 3 | 4 | 4 | 10 | 10 |
| ---------------- | -- | -- | -- | -- | -- | -- | -- | -- | - | - | - | - | - | - | - | - | -- | -- |
| 050 m gyors      |    |    |    |    |    |    |    |    |   |   | S | E | D | D |   |   |    |    |
| 0100 m gyors     |    |    |    |    |    |    | S  | E  | D | D |   |   |   |   |   |   |    |    |
| 0200 m gyors     |    |    | S  | E  | D  | D  |    |    |   |   |   |   |   |   |   |   |    |    |
| 0400 m gyors     | S  | D  |    |    |    |    |    |    |   |   |   |   |   |   |   |   |    |    |
| 1500 m gyors     |    |    |    |    |    |    |    |    |   |   |   |   | S | S | D | D |    |    |
| 0100 m hát       |    |    | S  | E  | D  | D  |    |    |   |   |   |   |   |   |   |   |    |    |
| 0200 m hát       |    |    |    |    |    |    |    |    | S | E | D | D |   |   |   |   |    |    |
| 0100 m mell      | S  | E  | D  | D  |    |    |    |    |   |   |   |   |   |   |   |   |    |    |
| 0200 m mell      |    |    |    |    |    |    | S  | E  | D | D |   |   |   |   |   |   |    |    |
| 0100 m pillangó  |    |    |    |    |    |    |    |    |   |   | S | E | D | D |   |   |    |    |
| 0200 m pillangó  |    |    |    |    | S  | E  | D  | D  |   |   |   |   |   |   |   |   |    |    |
| 0200 m vegyes    |    |    |    |    |    |    |    |    | S | E | D | D |   |   |   |   |    |    |
| 0400 m vegyes    | S  | D  |    |    |    |    |    |    |   |   |   |   |   |   |   |   |    |    |
| 4 × 100 m gyors  |    |    | S  | D  |    |    |    |    |   |   |   |   |   |   |   |   |    |    |
| 4 × 200 m gyors  |    |    |    |    |    |    | S  | D  |   |   |   |   |   |   |   |   |    |    |
| 4 × 100 m vegyes |    |    |    |    |    |    |    |    |   |   |   |   | S | S | D | D |    |    |
| 10 km nyílt vízi |    |    |    |    |    |    |    |    |   |   |   |   |   |   |   |   | D  | D  |

| júl./aug.        | 28 | 28 | 29 | 29 | 30 | 30 | 31 | 31 | 1 | 1 | 2 | 2 | 3 | 3 | 4 | 4 | 9 | 9 |
| ---------------- | -- | -- | -- | -- | -- | -- | -- | -- | - | - | - | - | - | - | - | - | - | - |
| 050 m gyors      |    |    |    |    |    |    |    |    |   |   |   |   | S | E | D | D |   |   |
| 0100 m gyors     |    |    |    |    |    |    |    |    | S | E | D | D |   |   |   |   |   |   |
| 0200 m gyors     |    |    |    |    | S  | E  | D  | D  |   |   |   |   |   |   |   |   |   |   |
| 0400 m gyors     |    |    | S  | D  |    |    |    |    |   |   |   |   |   |   |   |   |   |   |
| 0800 m gyors     |    |    |    |    |    |    |    |    |   |   | S | S | D | D |   |   |   |   |
| 0100 m hát       |    |    | S  | E  | D  | D  |    |    |   |   |   |   |   |   |   |   |   |   |
| 0200 m hát       |    |    |    |    |    |    |    |    |   |   | S | E | D | D |   |   |   |   |
| 0100 m mell      |    |    | S  | E  | D  | D  |    |    |   |   |   |   |   |   |   |   |   |   |
| 0200 m mell      |    |    |    |    |    |    |    |    | S | E | D | D |   |   |   |   |   |   |
| 0100 m pillangó  | S  | E  | D  | D  |    |    |    |    |   |   |   |   |   |   |   |   |   |   |
| 0200 m pillangó  |    |    |    |    |    |    | S  | E  | D | D |   |   |   |   |   |   |   |   |
| 0200 m vegyes    |    |    |    |    | S  | E  | D  | D  |   |   |   |   |   |   |   |   |   |   |
| 0400 m vegyes    | S  | D  |    |    |    |    |    |    |   |   |   |   |   |   |   |   |   |   |
| 4 × 100 m gyors  | S  | D  |    |    |    |    |    |    |   |   |   |   |   |   |   |   |   |   |
| 4 × 200 m gyors  |    |    |    |    |    |    |    |    | S | D |   |   |   |   |   |   |   |   |
| 4 × 100 m vegyes |    |    |    |    |    |    |    |    |   |   |   |   | S | S | D | D |   |   |
| 10 km nyílt vízi |    |    |    |    |    |    |    |    |   |   |   |   |   |   |   |   | D | D |

## Összesített éremtáblázat
(A táblázatokban Magyarország és a rendező ország sportolói eltérő háttérszínnel, az egyes számoszlopok legmagasabb értéke vagy értékei vastagítással kiemelve.)
| A 2012. évi nyári olimpiai játékok éremtáblázata úszásban | A 2012. évi nyári olimpiai játékok éremtáblázata úszásban | A 2012. évi nyári olimpiai játékok éremtáblázata úszásban | A 2012. évi nyári olimpiai játékok éremtáblázata úszásban | A 2012. évi nyári olimpiai játékok éremtáblázata úszásban | Olimpia  |
| --------------------------------------------------------- | --------------------------------------------------------- | --------------------------------------------------------- | --------------------------------------------------------- | --------------------------------------------------------- | -------- |
|                                                           | Ország                                                    | Arany                                                     | Ezüst                                                     | Bronz                                                     | Összesen |
| 1.                                                        | Egyesült Államok (USA)                                    | 16                                                        | 9                                                         | 6                                                         | 31       |
| 2.                                                        | Kína (CHN)                                                | 5                                                         | 2                                                         | 3                                                         | 10       |
| 3.                                                        | Franciaország (FRA)                                       | 4                                                         | 2                                                         | 1                                                         | 7        |
| 4.                                                        | Hollandia (NED)                                           | 2                                                         | 1                                                         | 1                                                         | 4        |
| 5.                                                        | Dél-afrikai Köztársaság (RSA)                             | 2                                                         | 1                                                         | 0                                                         | 3        |
| 6.                                                        | Magyarország (HUN)                                        | 2                                                         | 0                                                         | 1                                                         | 3        |
| 7.                                                        | Ausztrália (AUS)                                          | 1                                                         | 6                                                         | 3                                                         | 10       |
| 8.                                                        | Tunézia (TUN)                                             | 1                                                         | 0                                                         | 1                                                         | 2        |
| 9.                                                        | Litvánia (LTU)                                            | 1                                                         | 0                                                         | 0                                                         | 1        |
|                                                           |                                                           |                                                           |                                                           |                                                           |          |
| 10.                                                       | Japán (JPN)                                               | 0                                                         | 3                                                         | 8                                                         | 11       |
| 11.                                                       | Oroszország (RUS)                                         | 0                                                         | 2                                                         | 2                                                         | 4        |
| 12.                                                       | Dél-Korea (KOR)                                           | 0                                                         | 2                                                         | 0                                                         | 2        |
| 12.                                                       | Fehéroroszország (BLR)                                    | 0                                                         | 2                                                         | 0                                                         | 2        |
| 12.                                                       | Spanyolország (ESP)                                       | 0                                                         | 2                                                         | 0                                                         | 2        |
| 15.                                                       | Kanada (CAN)                                              | 0                                                         | 1                                                         | 2                                                         | 3        |
| 15.                                                       | Nagy-Britannia (GBR)                                      | 0                                                         | 1                                                         | 2                                                         | 3        |
| 17.                                                       | Brazília (BRA)                                            | 0                                                         | 1                                                         | 1                                                         | 2        |
| 18.                                                       | Németország (GER)                                         | 0                                                         | 1                                                         | 0                                                         | 1        |
|                                                           |                                                           |                                                           |                                                           |                                                           |          |
| 19.                                                       | Olaszország (ITA)                                         | 0                                                         | 0                                                         | 1                                                         | 1        |
|                                                           |                                                           |                                                           |                                                           |                                                           |          |
| Összesen                                                  | Összesen                                                  | 34                                                        | 36                                                        | 32                                                        | 102      |

- A férfi 200 m-es gyorsúszásban és a férfi 100 m-es pillangóúszásban két ezüstérmet osztottak ki és bronzérmes nem volt.

## Férfi

### Éremtáblázat
| A 2012. évi nyári olimpiai játékok éremtáblázata férfi úszásban | A 2012. évi nyári olimpiai játékok éremtáblázata férfi úszásban | A 2012. évi nyári olimpiai játékok éremtáblázata férfi úszásban | A 2012. évi nyári olimpiai játékok éremtáblázata férfi úszásban | A 2012. évi nyári olimpiai játékok éremtáblázata férfi úszásban | Olimpia  |
| --------------------------------------------------------------- | --------------------------------------------------------------- | --------------------------------------------------------------- | --------------------------------------------------------------- | --------------------------------------------------------------- | -------- |
|                                                                 | Ország                                                          | Arany                                                           | Ezüst                                                           | Bronz                                                           | Összesen |
| 1.                                                              | Egyesült Államok (USA)                                          | 8                                                               | 5                                                               | 3                                                               | 16       |
| 2.                                                              | Franciaország (FRA)                                             | 3                                                               | 1                                                               | 0                                                               | 4        |
| 3.                                                              | Kína (CHN)                                                      | 2                                                               | 1                                                               | 1                                                               | 4        |
| 4.                                                              | Dél-afrikai Köztársaság (RSA)                                   | 2                                                               | 1                                                               | 0                                                               | 3        |
| 5.                                                              | Magyarország (HUN)                                              | 1                                                               | 0                                                               | 1                                                               | 2        |
| 5.                                                              | Tunézia (TUN)                                                   | 1                                                               | 0                                                               | 1                                                               | 2        |
|                                                                 |                                                                 |                                                                 |                                                                 |                                                                 |          |
| 7.                                                              | Japán (JPN)                                                     | 0                                                               | 2                                                               | 4                                                               | 6        |
| 8.                                                              | Ausztrália (AUS)                                                | 0                                                               | 2                                                               | 1                                                               | 3        |
| 9.                                                              | Dél-Korea (KOR)                                                 | 0                                                               | 2                                                               | 0                                                               | 2        |
| 10.                                                             | Kanada (CAN)                                                    | 0                                                               | 1                                                               | 2                                                               | 3        |
| 11.                                                             | Brazília (BRA)                                                  | 0                                                               | 1                                                               | 1                                                               | 2        |
| 11.                                                             | Oroszország (RUS)                                               | 0                                                               | 1                                                               | 1                                                               | 2        |
| 13.                                                             | Nagy-Britannia (GBR)                                            | 0                                                               | 1                                                               | 0                                                               | 1        |
| 13.                                                             | Németország (GER)                                               | 0                                                               | 1                                                               | 0                                                               | 1        |
|                                                                 |                                                                 |                                                                 |                                                                 |                                                                 |          |
| Összesen                                                        | Összesen                                                        | 17                                                              | 19                                                              | 15                                                              | 51       |

### Érmesek
- WR – világrekord
- OR – olimpiai rekord

| A 2012. évi nyári olimpiai játékok érmesei férfi úszásban | |             | |           | |              |
| Versenyszám                                               | Arany | Arany       | Ezüst | Ezüst     | Bronz | Bronz        |
| 50 m gyors                                                | Florent Manaudou · Franciaország (FRA) | 21,34       | Cullen Jones · Egyesült Államok (USA) | 21,54     | César Cielo Filho · Brazília (BRA) | 21,59        |
| 100 m gyors                                               | Nathan Adrian · Egyesült Államok (USA) | 47,52       | James Magnussen · Ausztrália (AUS) | 47,53     | Brent Hayden · Kanada (CAN) | 47,80        |
| 200 m gyors                                               | Yannick Agnel · Franciaország (FRA) | 1:43,14     | Szun Jang (Sun Yang) · Kína (CHN) | 1:44,93   | Nem adták ki | Nem adták ki |
| 200 m gyors                                               | Yannick Agnel · Franciaország (FRA) | 1:43,14     | Pak Thehvan (Park Taehwan) · Dél-Korea (KOR) | 1:44,93   | Nem adták ki | Nem adták ki |
| 400 m gyors                                               | Szun Jang (Sun Yang) · Kína (CHN) | 3:40,14 OR  | Pak Thehvan (Park Taehwan) · Dél-Korea (KOR) | 3:42,06   | Peter Vanderkaay · Egyesült Államok (USA) | 3:44,69      |
| 1500 m gyors                                              | Szun Jang (Sun Yang) · Kína (CHN) | 14:31,02 WR | Ryan Cochrane · Kanada (CAN) | 14:39,63  | Uszáma el-Mellúli · Tunézia (TUN) | 14:40,31     |
| 100 m hát                                                 | Matt Grevers · Egyesült Államok (USA) | 52,16 OR    | Nick Thoman · Egyesült Államok (USA) | 52,92     | Irie Rjószuke · Japán (JPN) | 52,97        |
| 200 m hát                                                 | Tyler Clary · Egyesült Államok (USA) | 1:53,41 OR  | Irie Rjószuke · Japán (JPN) | 1:53,78   | Ryan Lochte · Egyesült Államok (USA) | 1:53,94      |
| 100 m mell                                                | Cameron van der Burgh · Dél-afrikai Köztársaság (RSA)                                                                                                   | 58,46 WR    | Christian Sprenger · Ausztrália (AUS) | 58,93     | Brendan Hansen · Egyesült Államok (USA) | 59,49        |
| 200 m mell                                                | Gyurta Dániel · Magyarország (HUN) | 2:07,28 WR  | Michael Jamieson · Nagy-Britannia (GBR) | 2:07,43   | Tateisi Rjó · Japán (JPN) | 2:08,29      |
| 100 m pillangó                                            | Michael Phelps · Egyesült Államok (USA) | 51,21       | Chad le Clos · Dél-afrikai Köztársaság (RSA) | 51,44     | Nem adták ki | Nem adták ki |
| 100 m pillangó                                            | Michael Phelps · Egyesült Államok (USA) | 51,21       | Jevgenyij Korotiskin · Oroszország (RUS) | 51,44     | Nem adták ki | Nem adták ki |
| 200 m pillangó                                            | Chad le Clos · Dél-afrikai Köztársaság (RSA) | 1:52,96     | Michael Phelps · Egyesült Államok (USA) | 1:53,01   | Macuda Takesi · Japán (JPN) | 1:53,21      |
| 200 m vegyes                                              | Michael Phelps · Egyesült Államok (USA) | 1:54,27     | Ryan Lochte · Egyesült Államok (USA) | 1:54,90   | Cseh László · Magyarország (HUN) | 1:56,22      |
| 400 m vegyes                                              | Ryan Lochte · Egyesült Államok (USA) | 4:05,18     | Thiago Pereira · Brazília (BRA) | 4:08,86   | Hagino Kószuke · Japán (JPN) | 4:08,94      |
| 4 × 100 m gyors                                           | Franciaország (FRA) · Amaury Leveaux · Fabien Gilot · Clément Lefert · Yannick Agnel · Alain Bernard* · Jérémy Stravius*                                | 3:09,93     | Egyesült Államok (USA) · Nathan Adrian · Michael Phelps · Cullen Jones · Ryan Lochte · Jimmy Feigen* · Matt Grevers* · Ricky Berens* · Jason Lezak* | 3:10,38   | Oroszország (RUS) · Andrej Grecsin · Nyikita Lobincev · Vlagyimir Morozov · Danyila Izotov · Szergej Feszikov* · Jevgenyij Lagunov*                        | 3:11,41      |
| 4 × 200 m gyors                                           | Egyesült Államok (USA) · Ryan Lochte · Conor Dwyer · Ricky Berens · Michael Phelps · Charlie Houchin* · Matt McLean* · Davis Tarwater*                  | 6:59,70     | Franciaország (FRA) · Amaury Leveaux · Grégory Mallet · Clément Lefert · Yannick Agnel · Jérémy Stravius*                                           | 7:02,77   | Kína (CHN) · Hao Jün (Hao Yun) · Li Jün-csi (Li Yunqi) · Csiang Haj-csi (Jiang Haiqi) · Szun Jang (Sun Yang) · Lü Cse-vu (Lü Zhiwu)* · Taj Csün (Dai Jun)* | 7:06,30      |
| 4 × 100 m vegyes                                          | Egyesült Államok (USA) · Matt Grevers · Brendan Hansen · Michael Phelps · Nathan Adrian · Nick Thoman* · Eric Shanteau* · Tyler McGill* · Cullen Jones* | 3:29,35     | Japán (JPN) · Irie Rjószuke · Kitadzsima Kószuke · Macuda Takesi · Fudzsii Takuró                                                                   | 3:31,26   | Ausztrália (AUS) · Hayden Stoeckel · Christian Sprenger · Matt Targett · James Magnussen · Brenton Rickard* · Tommaso D’Orsogna*                           | 3:31,58      |
| 10 km nyílt vízi                                          | Uszáma el-Mellúli · Tunézia (TUN) | 1:49:55,1   | Thomas Lurz · Németország (GER) | 1:49:58,5 | Richard Weinberger · Kanada (CAN) | 1:50:00,3    |

* - a versenyző az előfutamban vett részt, és kapott is érmet

## Női

### Éremtáblázat
| A 2012. évi nyári olimpiai játékok éremtáblázata női úszásban | A 2012. évi nyári olimpiai játékok éremtáblázata női úszásban | A 2012. évi nyári olimpiai játékok éremtáblázata női úszásban | A 2012. évi nyári olimpiai játékok éremtáblázata női úszásban | A 2012. évi nyári olimpiai játékok éremtáblázata női úszásban | Olimpia  |
| ------------------------------------------------------------- | ------------------------------------------------------------- | ------------------------------------------------------------- | ------------------------------------------------------------- | ------------------------------------------------------------- | -------- |
|                                                               | Ország                                                        | Arany                                                         | Ezüst                                                         | Bronz                                                         | Összesen |
| 1.                                                            | Egyesült Államok (USA)                                        | 8                                                             | 4                                                             | 3                                                             | 15       |
| 2.                                                            | Kína (CHN)                                                    | 3                                                             | 1                                                             | 2                                                             | 6        |
| 3.                                                            | Hollandia (NED)                                               | 2                                                             | 1                                                             | 1                                                             | 4        |
| 4.                                                            | Ausztrália (AUS)                                              | 1                                                             | 4                                                             | 2                                                             | 7        |
| 5.                                                            | Franciaország (FRA)                                           | 1                                                             | 1                                                             | 1                                                             | 3        |
| 6.                                                            | Litvánia (LTU)                                                | 1                                                             | 0                                                             | 0                                                             | 1        |
| 6.                                                            | Magyarország (HUN)                                            | 1                                                             | 0                                                             | 0                                                             | 1        |
|                                                               |                                                               |                                                               |                                                               |                                                               |          |
| 8.                                                            | Fehéroroszország (BLR)                                        | 0                                                             | 2                                                             | 0                                                             | 2        |
| 8.                                                            | Spanyolország (ESP)                                           | 0                                                             | 2                                                             | 0                                                             | 2        |
| 10.                                                           | Japán (JPN)                                                   | 0                                                             | 1                                                             | 4                                                             | 5        |
| 11.                                                           | Oroszország (RUS)                                             | 0                                                             | 1                                                             | 1                                                             | 2        |
|                                                               |                                                               |                                                               |                                                               |                                                               |          |
| 12.                                                           | Nagy-Britannia (GBR)                                          | 0                                                             | 0                                                             | 2                                                             | 2        |
| 13.                                                           | Olaszország (ITA)                                             | 0                                                             | 0                                                             | 1                                                             | 1        |
|                                                               |                                                               |                                                               |                                                               |                                                               |          |
| Összesen                                                      | Összesen                                                      | 17                                                            | 17                                                            | 17                                                            | 51       |

### Érmesek
| A 2012. évi nyári olimpiai játékok érmesei női úszásban | |            | |           | |           |
| Versenyszám                                             | Arany | Arany      | Ezüst | Ezüst     | Bronz | Bronz     |
| 50 m gyors                                              | Ranomi Kromowidjojo · Hollandia (NED) | 24,05 OR   | Aljakszandra Heraszimenya · Fehéroroszország (BLR) | 24,28     | Marleen Veldhuis · Hollandia (NED) | 24,39     |
| 100 m gyors                                             | Ranomi Kromowidjojo · Hollandia (NED) | 53,00 OR   | Aljakszandra Heraszimenya · Fehéroroszország (BLR) | 53,38     | Tang Ji (Tang Yi) · Kína (CHN) | 53,44     |
| 200 m gyors                                             | Allison Schmitt · Egyesült Államok (USA) | 1:53,61 OR | Camille Muffat · Franciaország (FRA) | 1:55,58   | Bronte Barratt · Ausztrália (AUS) | 1:55,81   |
| 400 m gyors                                             | Camille Muffat · Franciaország (FRA) | 4:01,45 OR | Allison Schmitt · Egyesült Államok (USA) | 4:01,77   | Rebecca Adlington · Nagy-Britannia (GBR)                                                                                               | 4:03,01   |
| 800 m gyors                                             | Katie Ledecky · Egyesült Államok (USA) | 8:14,63    | Mireia Belmonte García · Spanyolország (ESP) | 8:18,76   | Rebecca Adlington · Nagy-Britannia (GBR)                                                                                               | 8:20,32   |
| 100 m hát                                               | Missy Franklin · Egyesült Államok (USA) | 58,33      | Emily Seebohm · Ausztrália (AUS) | 58,68     | Terakava Aja · Japán (JPN) | 58,83     |
| 200 m hát                                               | Missy Franklin · Egyesült Államok (USA) | 2:04,06 WR | Anasztaszija Zujeva · Oroszország (RUS) | 2:05,92   | Elizabeth Beisel · Egyesült Államok (USA)                                                                                              | 2:06,55   |
| 100 m mell                                              | Rūta Meilutytė · Litvánia (LTU) | 1:05,47    | Rebecca Soni · Egyesült Államok (USA) | 1:05,55   | Szuzuki Szatomi · Japán (JPN) | 1:06,46   |
| 200 m mell                                              | Rebecca Soni · Egyesült Államok (USA) | 2:19,59 WR | Szuzuki Szatomi · Japán (JPN) | 2:20,72   | Julija Jefimova · Oroszország (RUS) | 2:20,92   |
| 100 m pillangó                                          | Dana Vollmer · Egyesült Államok (USA) | 55,98 WR   | Lu Jing (Lu Ying) · Kína (CHN) | 56,87     | Alicia Coutts · Ausztrália (AUS) | 56,94     |
| 200 m pillangó                                          | Csiao Liu-jang (Jiao Liuyang) · Kína (CHN) | 2:04,06 OR | Mireia Belmonte García · Spanyolország (ESP) | 2:05,25   | Hosi Nacumi · Japán (JPN) | 2:05,48   |
| 200 m vegyes                                            | Je Si-ven (Ye Shiwen) · Kína (CHN) | 2:07,57 OR | Alicia Coutts · Ausztrália (AUS) | 2:08,15   | Caitlin Leverenz · Egyesült Államok (USA)                                                                                              | 2:08,95   |
| 400 m vegyes                                            | Je Si-ven (Ye Shiwen) · Kína (CHN) | 4:28,43 WR | Elizabeth Beisel · Egyesült Államok (USA) | 4:31,27   | Li Hszüan-hszü (Li Xuanxu) · Kína (CHN)                                                                                                | 4:32,91   |
| 4 × 100 m gyors                                         | Ausztrália (AUS) · Alicia Coutts · Cate Campbell · Brittany Elmslie · Melanie Schlanger · Emily Seebohm* · Yolane Kukla* · Libby Trickett*                    | 3:33,15 OR | Hollandia (NED) · Inge Dekker · Marleen Veldhuis · Femke Heemskerk · Ranomi Kromowidjojo · Hinkelien Schreuder*                                             | 3:33,79   | Egyesült Államok (USA) · Missy Franklin · Jessica Hardy · Lia Neal · Allison Schmitt · Amanda Weir* · Natalie Coughlin*                | 3:34,24   |
| 4 × 200 m gyors                                         | Egyesült Államok (USA) · Missy Franklin · Dana Vollmer · Shannon Vreeland · Allison Schmitt · Lauren Perdue* · Alyssa Anderson*                               | 7:42,92 OR | Ausztrália (AUS) · Bronte Barratt · Melanie Schlanger · Kylie Palmer · Alicia Coutts · Brittany Elmslie* · Angie Bainbridge* · Jade Neilsen* · Blair Evans* | 7:44,41   | Franciaország (FRA) · Camille Muffat · Charlotte Bonnet · Ophélie-Cyrielle Étienne · Coralie Balmy · Margaux Farrell* · Mylène Lazare* | 7:47,49   |
| 4 × 100 m vegyes                                        | Egyesült Államok (USA) · Missy Franklin · Rebecca Soni · Dana Vollmer · Allison Schmitt · Rachel Bootsma* · Breeja Larson* · Claire Donahue* · Jessica Hardy* | 3:52,05 WR | Ausztrália (AUS) · Emily Seebohm · Leisel Jones · Alicia Coutts · Melanie Schlanger · Brittany Elmslie*                                                     | 3:54,02   | Japán (JPN) · Terakava Aja · Szuzuki Szatomi · Kató Juka · Ueda Haruka                                                                 | 3:55,73   |
| 10 km nyílt vízi                                        | Risztov Éva · Magyarország (HUN) | 1:57:38,2  | Haley Anderson · Egyesült Államok (USA) | 1:57:38,6 | Martina Grimaldi · Olaszország (ITA)                                                                                                   | 1:57:41,8 |

* - a versenyző az előfutamban vett részt

## Olimpiai- és világcsúcsok

### Férfiak
| esemény            | dátum        | futam    | név                   | ország | idő      | csúcs | nap |
| ------------------ | ------------ | -------- | --------------------- | ------ | -------- | ----- | --- |
| Férfi 400 m gyors  | július 28.   | döntő    | Szun Jang (Sun Yang)  | CHN    | 3:40,14  | OCS   | 1   |
| Férfi 100 m mell   | július 28.   | elődöntő | Cameron van der Burgh | RSA    | 58,83    | OCS   | 1   |
| Férfi 100 m mell   | július 29.   | döntő    | Cameron van der Burgh | RSA    | 58,46    | VCS   | 2   |
| Férfi 100 m hát    | július 30.   | döntő    | Matt Grevers          | USA    | 52,16    | OCS   | 3   |
| Férfi 200 m mell   | augusztus 1. | döntő    | Gyurta Dániel         | HUN    | 2:07,28  | VCS   | 5   |
| Férfi 200 m hát    | augusztus 2. | döntő    | Tyler Clary           | USA    | 1:53,41  | OCS   | 6   |
| Férfi 1500 m gyors | augusztus 4. | döntő    | Szun Jang (Sun Yang)  | CHN    | 14:31,02 | VCS   | 8   |

### Nők
| esemény                   | dátum        | futam     | név                                                                                                  | ország | idő     | csúcs | nap |
| ------------------------- | ------------ | --------- | --- | ------ | ------- | ----- | --- |
| Női 100 m pillangó        | július 28.   | selejtező | Dana Vollmer                                                                                         | USA    | 56,25   | OCS   | 1   |
| Női 400 m vegyes          | július 28.   | döntő     | Je Si-ven (Ye Shiwen)                                                                                | CHN    | 4:28,43 | VCS   | 1   |
| Női 4 × 100 m gyorsváltó  | július 28.   | döntő     | Alicia Coutts (53,90) Cate Campbell (53,19) Brittany Elmslie (53,41) Melanie Schlanger (52,65)       | AUS    | 3:33,15 | OCS   | 1   |
| Női 100 m hát             | július 29.   | selejtező | Emily Seebohm                                                                                        | AUS    | 58,23   | OCS   | 2   |
| Női 100 m pillangó        | július 29.   | döntő     | Dana Vollmer                                                                                         | USA    | 55,98   | VCS   | 2   |
| Női 400 m gyors           | július 29.   | döntő     | Camille Muffat                                                                                       | FRA    | 4:01,45 | OCS   | 2   |
| Női 200 m vegyes          | július 30.   | elődöntő  | Je Si-ven (Ye Shiwen)                                                                                | CHN    | 2:08,39 | OCS   | 3   |
| Női 200 m gyors           | július 31.   | döntő     | Allison Schmitt                                                                                      | USA    | 1:53,61 | OCS   | 4   |
| Női 200 m vegyes          | július 31.   | döntő     | Je Si-ven (Ye Shiwen)                                                                                | CHN    | 2:07,57 | OCS   | 4   |
| Női 100 m gyors           | augusztus 1. | elődöntő  | Ranomi Kromowidjojo                                                                                  | NED    | 53,05   | OCS   | 5   |
| Női 200 m pillangó        | augusztus 1. | döntő     | Csiao Liu-jang (Jiao Liuyang)                                                                        | CHN    | 2:04,06 | OCS   | 5   |
| Női 200 m mell            | augusztus 1. | elődöntő  | Rebecca Soni                                                                                         | USA    | 2:20,00 | VCS   | 5   |
| Női 4 × 200 m gyorsváltó  | augusztus 1. | döntő     | Missy Franklin (1:55,96) Dana Vollmer (1:56,02) Shannon Vreeland (1:56,85) Allison Schmitt (1:54.09) | USA    | 7:42,92 | OCS   | 5   |
| Női 200 m mell            | augusztus 2. | döntő     | Rebecca Soni                                                                                         | USA    | 2:19,59 | VCS   | 6   |
| Női 100 m gyors           | augusztus 2. | döntő     | Ranomi Kromowidjojo                                                                                  | NED    | 53,00   | OCS   | 6   |
| Női 200 m hát             | augusztus 3. | döntő     | Missy Franklin                                                                                       | USA    | 2:04,06 | VCS   | 7   |
| Női 50 m gyors            | augusztus 4. | döntő     | Ranomi Kromowidjojo                                                                                  | NED    | 24,05   | OCS   | 8   |
| Női 4 × 100 m vegyesváltó | augusztus 4. | döntő     | Missy Franklin (58,50) Rebecca Soni (1:04,82) Dana Vollmer (55,48) Allison Schmitt (53,25)           | USA    | 3:52,05 | VCS   | 8   |

- Rövidítések: VCS: világcsúcs, OR: olimpiai csúcs.